# スクワンダラー
スクワンダラー（Squanderer、1973年5月29日 - 2000年5月7日）は、インドの競走馬である。1977年にインドの3冠馬となり、それを含めて引退まで15連勝を記録、インド競馬における当時の獲得賞金記録を大幅に塗り替え、インド競馬史上特に偉大な競走馬の1頭とされる。

## 背景
母ミルキーウェイは、競走馬としては凡庸で、11戦して1勝をあげたのみであったが、プネーのイェラワダスタッド（Yeravada Stud）で繁殖入りすると、13頭の仔のうち8頭が勝ち上がるなど、繁殖牝馬としては優秀であった。初仔のシャーヒーヌール（Sha hi Noor）から素質のあるところをみせており、その後インドターフ招待カップで2着になるシャンダール（Shandaar）も出した。そして、1973年の5月29日にシャンダールの全弟となる父ヴァロロソ（Valoroso）の牡馬を出産、これが後のスクワンダラーである。

## 経歴

### デビュー前
スクワンダラーは、当歳時にロイヤル・ウェスタン・インディア・ターフクラブのセリ市に出ると、インド競馬史上随一の名伯楽とされるラシッド・バイラムジ（Rashid Byramji）に目を付けられた。バイラムジは顧客の馬主にスクワンダラーの購入を持ち掛けるが、なかなか折り合いが付かず、最終的にバイラムジの意向を耳にしたランジット・バット（Ranjit Bhat）が手を挙げた。セリの場では、スクワンダラーは65000ルピーであっさりと落札され、バットとその友人のインドル・ミールチャンダニ（Indru Mirchandani）の所有で、バイラムジの許へ入厩した。

### 競走生活
スクワンダラーは、ボンベイでデビューし、楽勝で2連勝を飾ると次にバンガロールへ転戦、3戦目も圧勝した。4戦目、バンガロールのコルツトライアルステークスを圧倒的な人気で迎えるが、ここでレッドサテン（Red Satin）に敗れ、初黒星を喫する。ただし、このときは不用意な大外ブン回しの末に勝ち馬を追い詰めたという競馬で、続くバンガロールダービーで再度人気となり、今度は人気に応えて楽勝した。
ボンベイに戻ると、期待された通りにインド2000ギニーを勝ち、インドダービー前哨戦も圧勝、断然人気に推されたインドダービーでもきっちり勝利を収めた。
スクワンダラーの強さに自信を深めたバイラムジは、次に外国馬も出走可能なロイヤル・ウェスタン・インディア・ターフクラブ招待に狙いを定める。古馬の実力馬と初対戦となったこのレースで、スクワンダラーは最後の直線入り口で前が詰まりながら、わずかな隙間をこじ開けると前をごぼう抜きし、イギリスから参戦した牝馬サートゥンティー（Certainty）に3馬身差を付け完勝した。
その後、調教中に負った繋の故障で休養を挟みながらも、バンガロールセントレジャー、インドターフ招待カップ、インド大統領金杯を楽勝、プネーで最後の1冠インドセントレジャーに臨んだ。セントレジャーは、直前に外傷を負い、状態が悪い中での出走であったが、それでも勝利して3冠を達成、バンガロールダービー、インドターフ招待と合わせて「スーパースラム」を達成したとも言われる。
古馬になったスクワンダラーは、ボンベイでエクリプスステークス、バンガロールでガヴァナーズカップを制し、ハイダラーバードでニザーム金杯、連覇のかかったインド大統領金杯に勝利した。大統領金杯後、屈腱炎を発症し現役を引退、通算成績は19戦18勝、バンガロールダービー以降引退まで負け知らずの15連勝は、インド競馬史に残る金字塔とされ、インド競馬史上最高の競走馬に推す声もある。生涯獲得賞金は170万ルピーに達し、インド競馬史上2頭目の100万ルピーホース、そしてそれまでの記録を大幅に塗り替え、当時の歴代賞金王となった。

### 現役後
競走生活を終えたスクワンダラーは種牡馬となり、はじめサニーランドスタッド（Sunnyland Stud）で、後にプネーのコールハープルスタッド（Kolhapur Stud）で供用されたが、種牡馬としては期待外れに終わった。背中に深刻な故障を抱えたため、種牡馬を引退したスクワンダラーは、生まれ故郷のイェラワダスタッドに戻って余生を送り、2000年5月7日に死んだ。死後は、イェラワダスタッドの先輩3冠馬で名種牡馬のプリンスプラディープ（Prince Pradeep）の隣に葬られた。

## 特徴・逸話
スクワンダラーの競馬ぶりは、序盤は控えて脚をため、勝負所からゴール前で馬群を一飲みにする、という形が持ち味であった。
スクワンダラーはたいへん我が強く、ことあるごとに尻っぱねや後肢の蹴りを繰り出しては乗り手を振り落とそうとし、騎手がスクワンダラーを落ち着かせるのにかなりの力を要したという。パドックでも、引き手2人に鞍にも1人またがって3人で引いていた。
インド大統領金杯の連覇を目指してバンガロールからハイダラーバードへ移動する際、道路の路面状況の悪さから、馬運車の中でよろけてしたたかに体を打ったスクワンダラーは、以後馬運車に乗ることを忌避し、仕方なくハイダラーバードに長期滞在した。このとき、慣れ親しんだ環境から引き離されて不機嫌となったスクワンダラーに、バイラムジは帯同馬を送ってなだめ、大統領金杯連覇に成功した。

## 血統
| スクワンダラーの血統   | スクワンダラーの血統          | スクワンダラーの血統 | （血統表の出典） | （血統表の出典） |
| 父系                   | セントサイモン系              | セントサイモン系     | セントサイモン系 | [ § 2 ]          |
| 父 Valoroso 1962 鹿毛  | 父の父Vimy 1952 黒鹿毛        | Wild Risk            | Rialto           | Rialto           |
| 父 Valoroso 1962 鹿毛  | 父の父Vimy 1952 黒鹿毛        | Wild Risk            | Wild Violet      |                  |
| 父 Valoroso 1962 鹿毛  | 父の父Vimy 1952 黒鹿毛        | Mimi                 | Black Devil      | Black Devil      |
| 父 Valoroso 1962 鹿毛  | 父の父Vimy 1952 黒鹿毛        | Mimi                 | Mignon           |                  |
| 父 Valoroso 1962 鹿毛  | 父の母Bellaggio 1945 栗毛     | Hyperion             | Gainsborough     | Gainsborough     |
| 父 Valoroso 1962 鹿毛  | 父の母Bellaggio 1945 栗毛     | Hyperion             | Selene           |                  |
| 父 Valoroso 1962 鹿毛  | 父の母Bellaggio 1945 栗毛     | Belleva              | Stratford        | Stratford        |
| 父 Valoroso 1962 鹿毛  | 父の母Bellaggio 1945 栗毛     | Belleva              | Passee           |                  |
| 母 Milky Way 1965 鹿毛 | 母の父Scamperdale 1952 黒鹿毛 | The Phoenix          | Chateau Boscaut  | Chateau Boscaut  |
| 母 Milky Way 1965 鹿毛 | 母の父Scamperdale 1952 黒鹿毛 | The Phoenix          | Fille de Poete   |                  |
| 母 Milky Way 1965 鹿毛 | 母の父Scamperdale 1952 黒鹿毛 | Cosmetic             | Sir Cosmo        | Sir Cosmo        |
| 母 Milky Way 1965 鹿毛 | 母の父Scamperdale 1952 黒鹿毛 | Cosmetic             | Beautiful Girl   |                  |
| 母 Milky Way 1965 鹿毛 | 母の母Night-Ops 1944 鹿毛     | Nightmarch           | Night Raid       | Night Raid       |
| 母 Milky Way 1965 鹿毛 | 母の母Night-Ops 1944 鹿毛     | Nightmarch           | Marsa            |                  |
| 母 Milky Way 1965 鹿毛 | 母の母Night-Ops 1944 鹿毛     | Praise               | Limond           | Limond           |
| 母 Milky Way 1965 鹿毛 | 母の母Night-Ops 1944 鹿毛     | Praise               | Eulogy           |                  |
| 母系(F-No.)            | (FN:22-b)                     | (FN:22-b)            | (FN:22-b)        | [ § 3 ]          |
| 出典                   | 1. 2. 3.                      | 1. 2. 3.             | 1. 2. 3.         | 1. 2. 3.         |